# Continental Illinois Bank
Continental Illinois National Bank and Trust Company of Chicago è stata una delle principali banche commerciali degli Stati Uniti nel XX secolo, con sede a Chicago. Fondata nel 1910, divenne la settima banca commerciale più grande del paese per attivi, con una forte presenza nella finanza aziendale e nei prestiti internazionali.

## Crisi del 1984
Nel 1984 la banca fu al centro di una delle crisi bancarie più gravi nella storia degli Stati Uniti, a causa della sua esposizione a prestiti rischiosi, in particolare quelli originati dalla fallita Penn Square Bank dell'Oklahoma.
La banca aveva acquistato miliardi di dollari in prestiti, molti dei quali nel settore petrolifero, e quando questi cominciarono a diventare inesigibili, la fiducia degli investitori e dei clienti crollò, dando origine a un bank run.

### Intervento federale
Nel maggio 1984, la FDIC intervenne con un pacchetto di salvataggio da 4,5 miliardi di dollari per prevenire il collasso della banca e del sistema finanziario più ampio. Il governo fornì capitale di emergenza e garanzie sui depositi non assicurati.
Questo episodio portò alla nascita del concetto di "Too Big to Fail", indicando che alcune istituzioni finanziarie sono talmente grandi o interconnesse da non poter essere lasciate fallire senza gravi conseguenze sistemiche.

## Ristrutturazione e acquisizione
Dopo il salvataggio, la banca fu ristrutturata:
- Nel 1991 fu creata una holding separata per facilitare la gestione degli asset.
- Nel 1994, la banca fu acquisita dalla BankAmerica Corporation, che a sua volta si fuse con NationsBank dando origine alla moderna Bank of America.[5]

## Eredità
Il caso della Continental Illinois è diventato uno studio fondamentale nell’ambito della regolamentazione bancaria, della gestione delle crisi e della supervisione degli enti sistemici.